# FK 모그렌
FK 모그렌(FK Mogren)은 1920년에 창단된 몬테네그로 부드바의 축구 클럽으로, 현재 몬테네그로 1부 리그에서 활동하고 있다.

## 성적
- 몬테네그로 1부 리그

우승 (1): 2008–09
- 몬테네그로 컵

우승 (1): 2007-08

## 같이 보기
- 부드바